# Телксион
Телксион (на старогръцки: Θελξίων, Thelxion) в гръцката митология е приятел на Телхин.
Заедно с него той планува заговор против Апис, синът на Фороней, и накрая го убиват. Те са убити след това от Аргос Паноптес.
Телксион е вероятно син на Европ и така брат на Телхин и братовчед на Апис.